# Théodore Ryken
Théodore Ryken (en religion frère François-Xavier) (Elshout, 30 août 1797 - Bruges, 26 novembre 1871) est un religieux, fondateur des frères de Saint-François-Xavier.

## Biographie
Théodore Ryken naît en 1797 dans le petit village d'Elshout dans la province du Brabant-Septentrional (À l'époque dans le royaume uni des Pays-Bas) au sein d'une famille catholique extrêmement pieuse ; devenu orphelin, il est élevé par un oncle. Il est apprenti cordonnier et sent très tôt sa vocation ; à 19 ans, il devient catéchiste et soigne les malades pendant l'épidémie de choléra qui frappe Groningue, il attrape l'infection et risque de mourir. En 1826, il fait un pèlerinage à Rome, Léon XII lui donne une médaille en souvenir. En 1827, il entre dans un monastère trappiste en Allemagne, le séjour est court car son confesseur lui dit que Dieu a d'autres vues sur lui.
Ryken part aux États-Unis en 1831 et y reste pendant trois ans, il se rend compte que les enfants d'émigrants manquent d'écoles  catholiques ; en revenant en Europe, il prévoit de mettre en place un institut enseignant. En 1837, il retourne aux États-Unis, 
L'évêque de Saint-Louis-du-Missouri, Mgr Rosati, le convainc de former un groupe de laïcs instituteurs et six autres évêques l'encouragent. Il part pour Rome en 1838 demander la bénédiction de Grégoire XVI pour son entreprise naissante puis demande la permission de Mgr Boussen, l'évêque de Bruges, de fonder une congrégation, l'évêque y consent mais exige de Ryken, avant la fondation, de passer une année de noviciat qu'il accomplit chez les rédemptoristes. Il s'installe à Bruges en 1839 et met presque une année à trouver ses premiers compagnons, les premiers prévus ayant fait défaut. La congrégation est fondée le 5 juin 1839 à Bruges et placé sous le patronage de saint François-Xavier, celle-ci est approuvée en 1841 par Mgr Boussen.
Il parvient à fonder deux écoles primaires, tandis que des frères partent enseigner à Saint-Trond pour se former. Les frères prennent leur essor à partir de 1841, grâce notamment au soutien financier d'un bienfaiteur banquier et voient affluer les vocations d'Allemagne, des Pays-Bas, de Belgique, de France, d'Angleterre et d'Irlande. Le 22 octobre 1846 les premiers postulants font profession religieuse, Théodore Ryken prend le nom de frère François-Xavier. Les premières écoles en Angleterre ouvrent en 1848 à Bury et à Manchester, et plus tard le fameux Clapham College (en) à Londres (fermé en 1989) et d'autres institutions dans le Sussex.
Théodore Ryken est dépassé par son entreprise et par le prêt qu'il a contracté pour une nouvelle maison Het Walleje. Des dissensions surviennent à la maison-mère de Bruges, il est accusé d'être un piètre administrateur. L'évêque de Bruges, Mgr Jean-Baptiste Malou l'invite à démissionner. Il se soumet et laisse la place à un frère plus jeune. Pendant les onze années qui lui restent à vivre, il sert comme simple frère dans la congrégation qu'il a fondée. Il assiste au premier chapitre général en 1869 et meurt à l'âge de 74 ans en novembre 1871. La dette contractée est alors éteinte et le nombre de frères est passé de 58 en 1860 à 133 dans onze maisons.